# Faïencerie Toul-Bellevue
La faïencerie de Toul-Bellevue, fondée au milieu du XVIIIe siècle, à Toul, par le maître-faïencier Charles François, est l'une des grandes manufactures de Meurthe-et-Moselle, ayant contribué à la renommée des célèbres faïences de Lorraine. Fermée en 1939, il ne reste plus aujourd'hui de celle-ci que deux fours et le logis patronal, tous trois inscrits à l'IGPC, depuis 1999. 

## Histoire

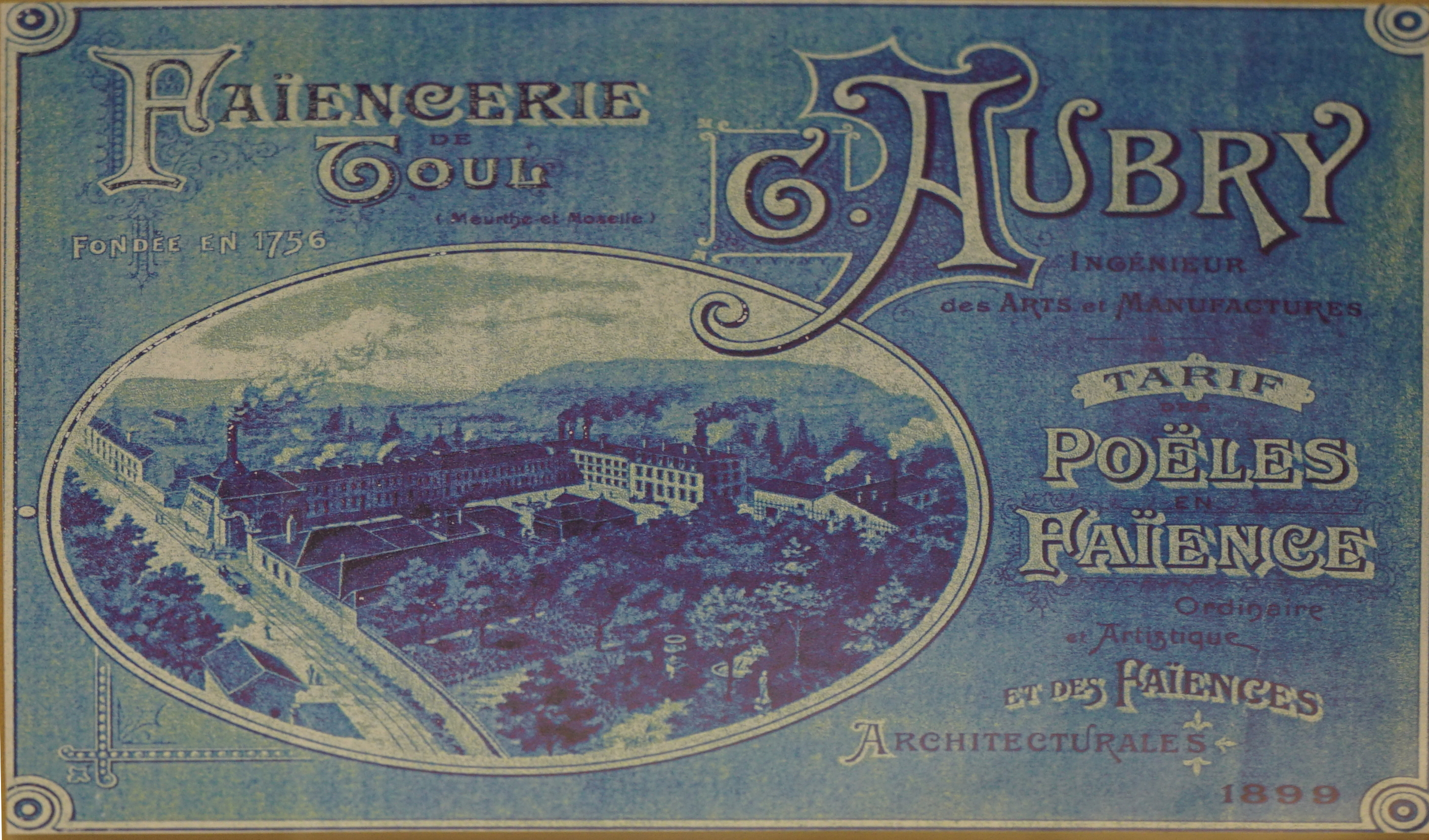
En 1899.

En 1732, un différend, relatif à la fiscalité, oppose les faïenciers de Champigneulles, au maire du comte de Fontenoy.

N'ayant obtenu satisfaction, les maîtres-artisans quittent le village. L'un d'eux, Claude François, s'installe à Domgermain, où il fonde, dans l'écart de Bois-le-Comte, sa propre faïencerie.

À la mort de ce dernier, en 1747, son fils Charles, lui succède à la tête de l'entreprise, jusqu'à ce qu'il fonde à son tour, en 1756, dans le faubourg Bellevue de Toul (actuelle avenue Clemenceau), une nouvelle fabrique.
  
En 1771, celle-ci est vendue à Charles Bayard, directeur de la faïencerie de Saint Clément et François Boyer, artiste faïencier, qui lui donne son premier essor, par l'obtention en 1773, du titre de manufacture royale, pour une durée de 15 ans.

En 1803, Martin Bayard, succède à son père, à la tête de l'entreprise, dont la prospérité est freinée par les troubles révolutionnaires, puis la vend en 1806, à Frédéric Botta, qui la vend à son tour, l'année suivante, à l'industriel Georges Sigisbert Aubry.

Les descendants de ce dernier, font reconstruire en partie la faïencerie en 1861 et 1887, les ateliers industriels en 1905, y emploient des décorateurs renommés, à l'instar d'Auguste Majorelle, et portent la production et la renommée de la faïencerie à son apogée.
 
Après la fermeture de la faïencerie en 1939, une vaine tentative de reprise d'activité est effectuée en 1945.

En 1986, atelier et logis ouvriers sont détruits. Seuls subsistent encore deux fours en briques et le logis patronal, inscrits à l'IGPC, en 1999.

## Pièces
Dès sa fondation, la faïencerie confectionne, avec le concours du sculpteur Paul-Louis Cyfflé, des statuettes blanches ou en émail polychrome, ainsi que de la vaisselle décorée au grand feu, puis représentant des paysages sur terre à pipe avec un émail plombifère, ou encore des services courants aux décors floraux.

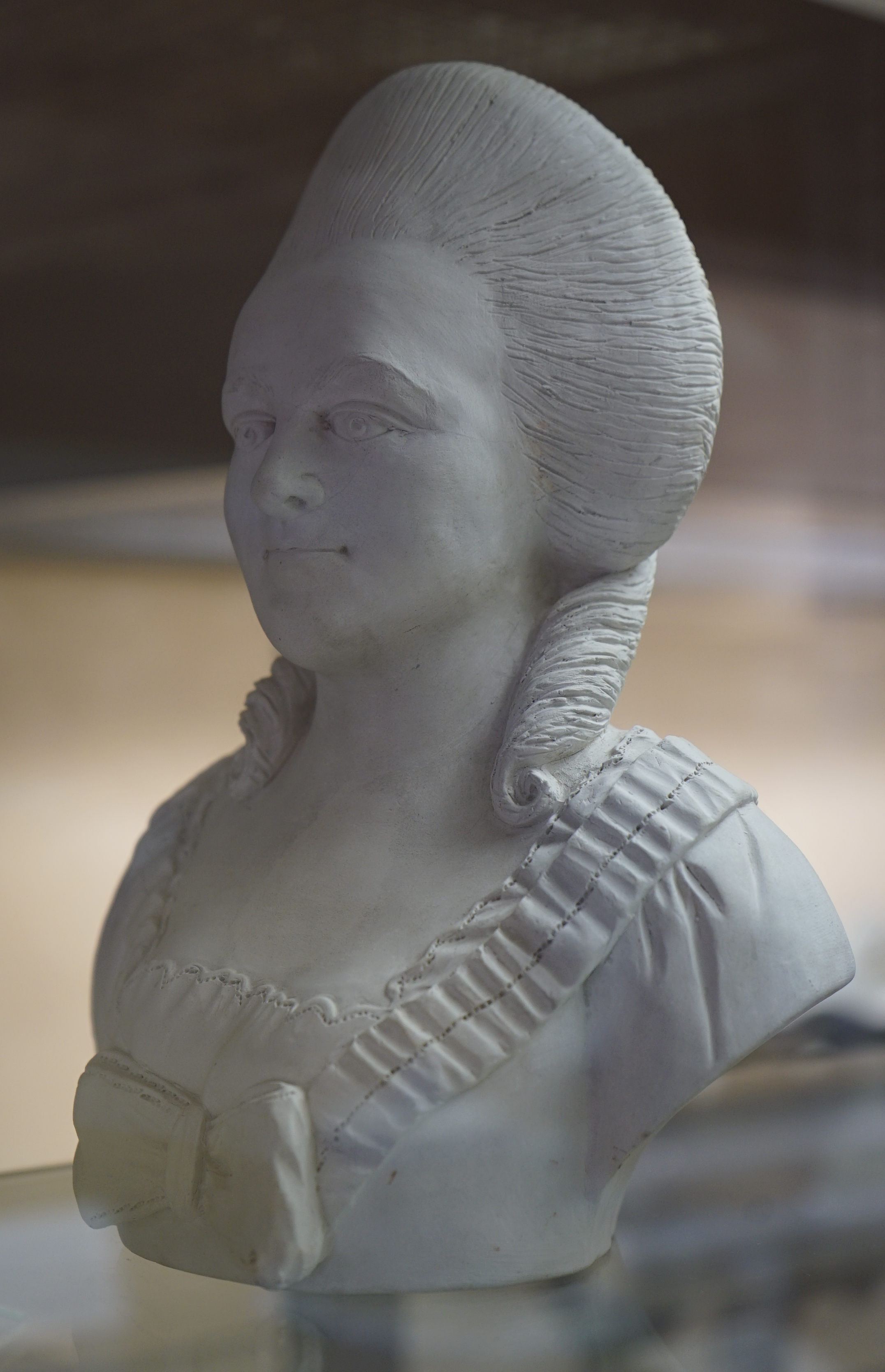
Tête coiffée à la mode polonaise,
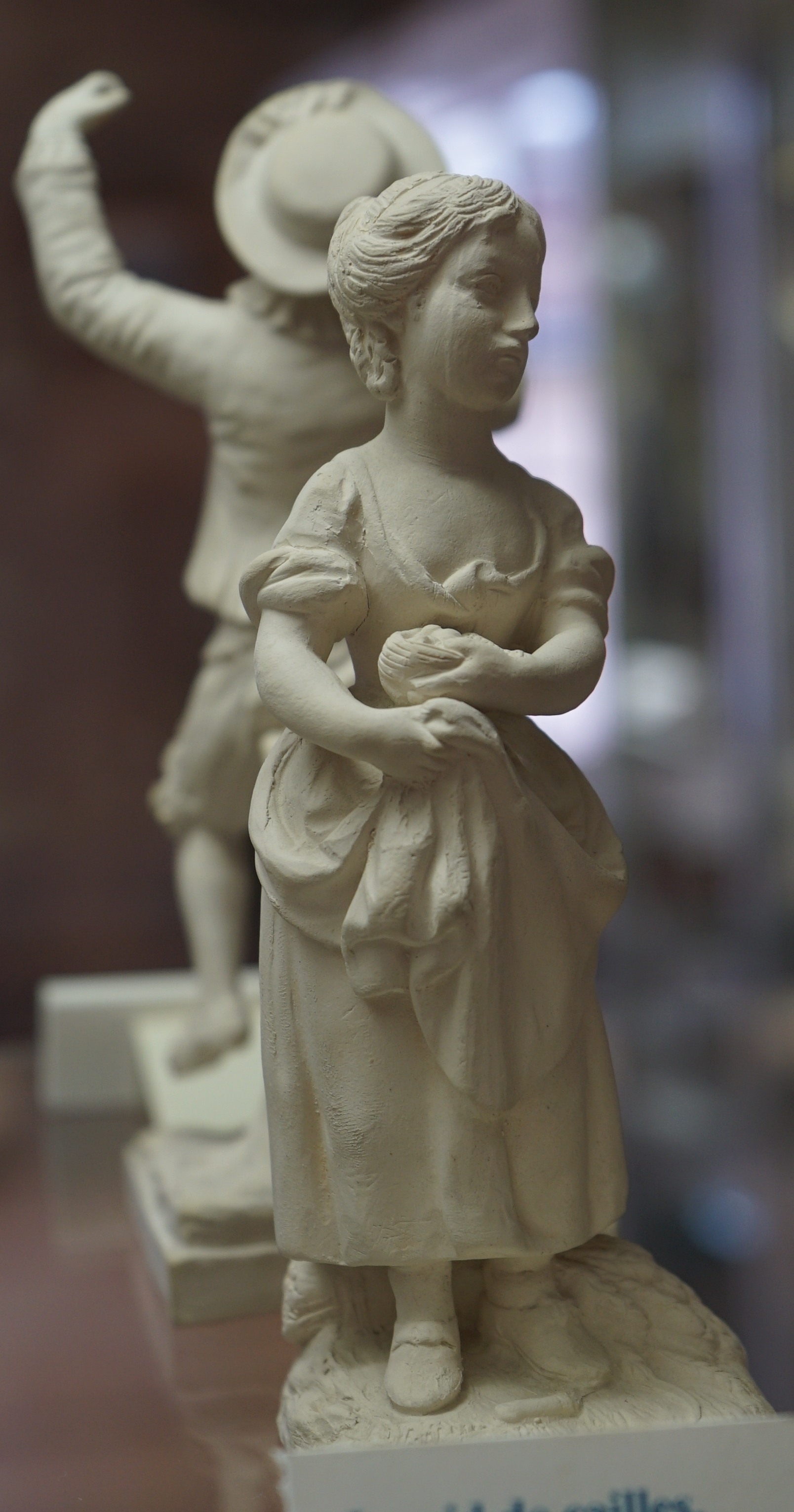
le nid des cailles,
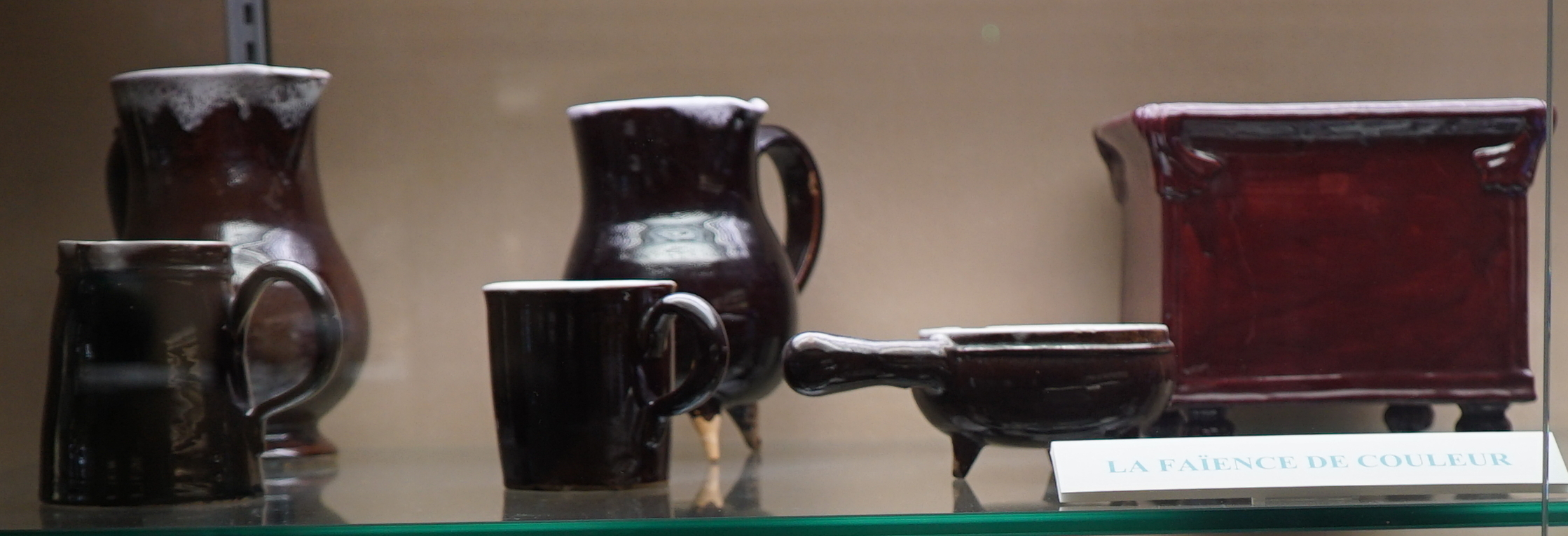
faïence de table,
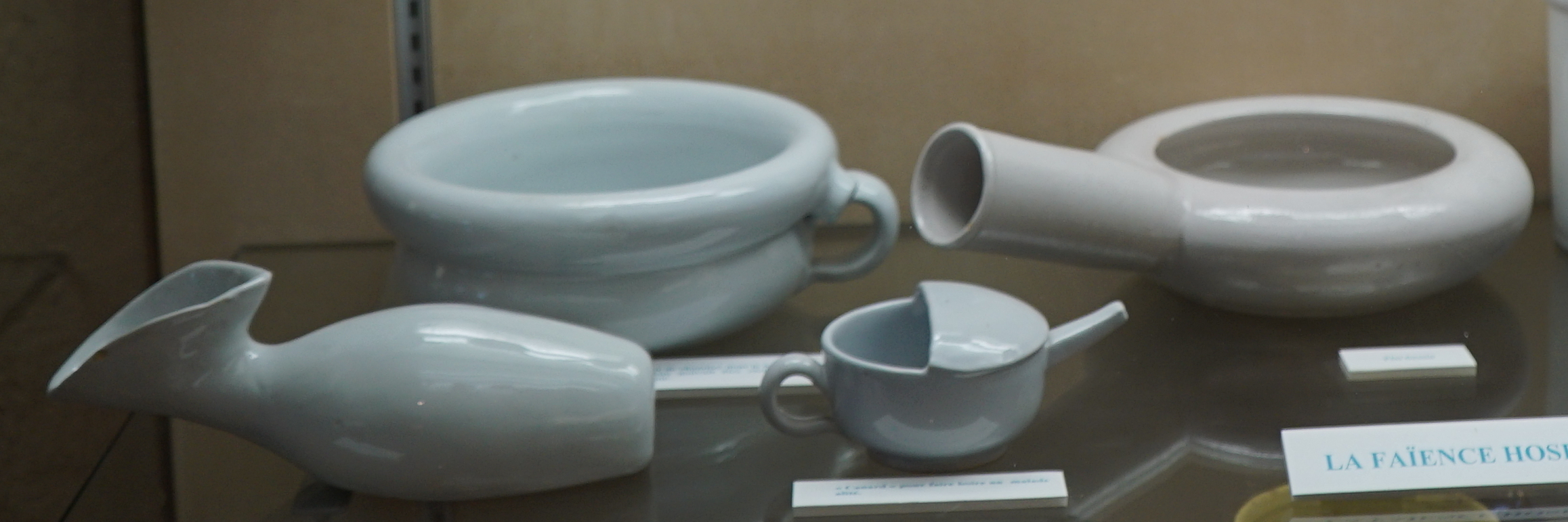
hospitalière.

Au XIXe siècle s'ajoutent à ces productions, celles de poêles en faïence, des horloges, des encriers, des écritoires etc. Quelques-unes de ces pièces sont visibles au Musée d'art et d'histoire de Toul.

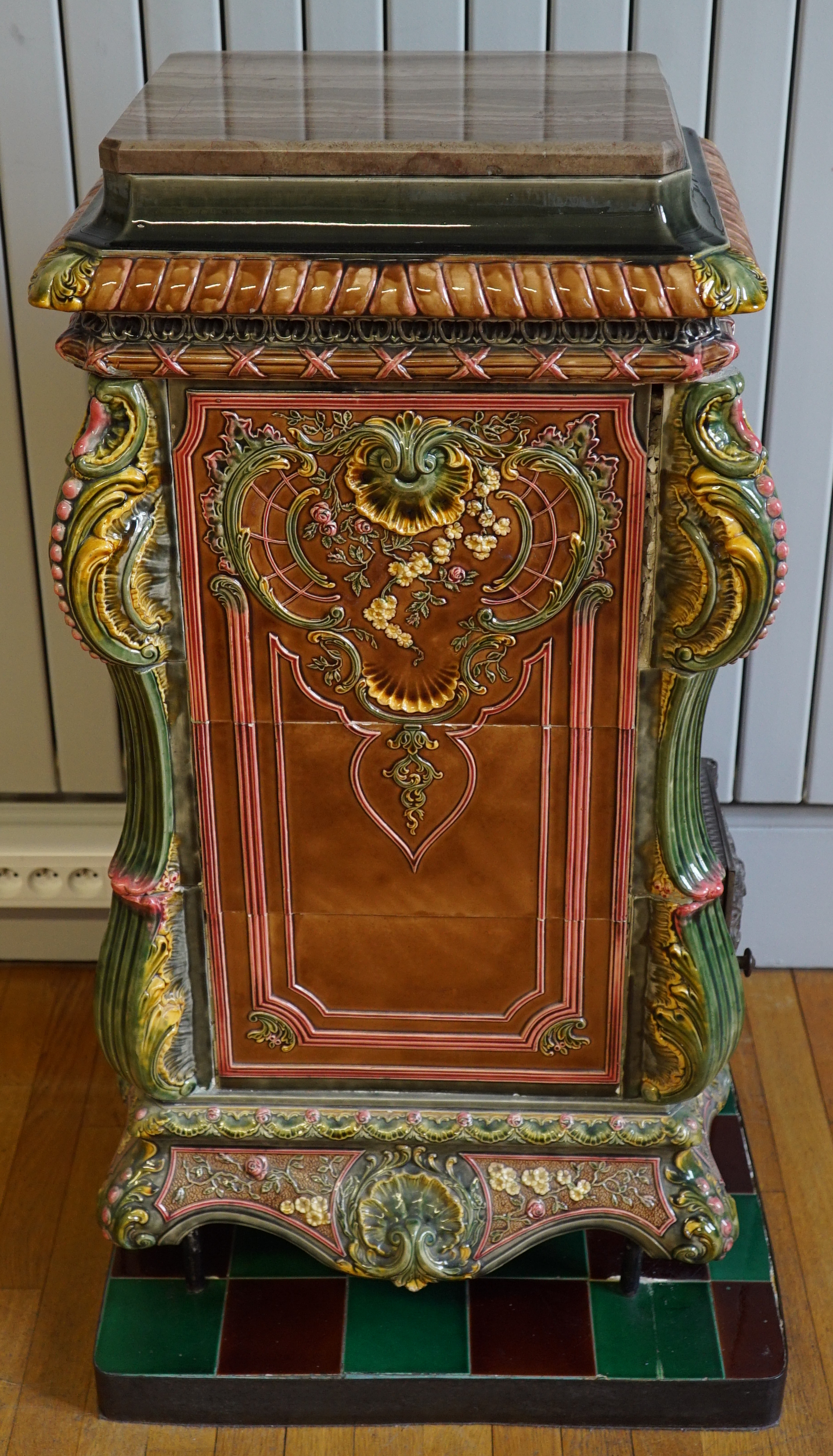
Poëles
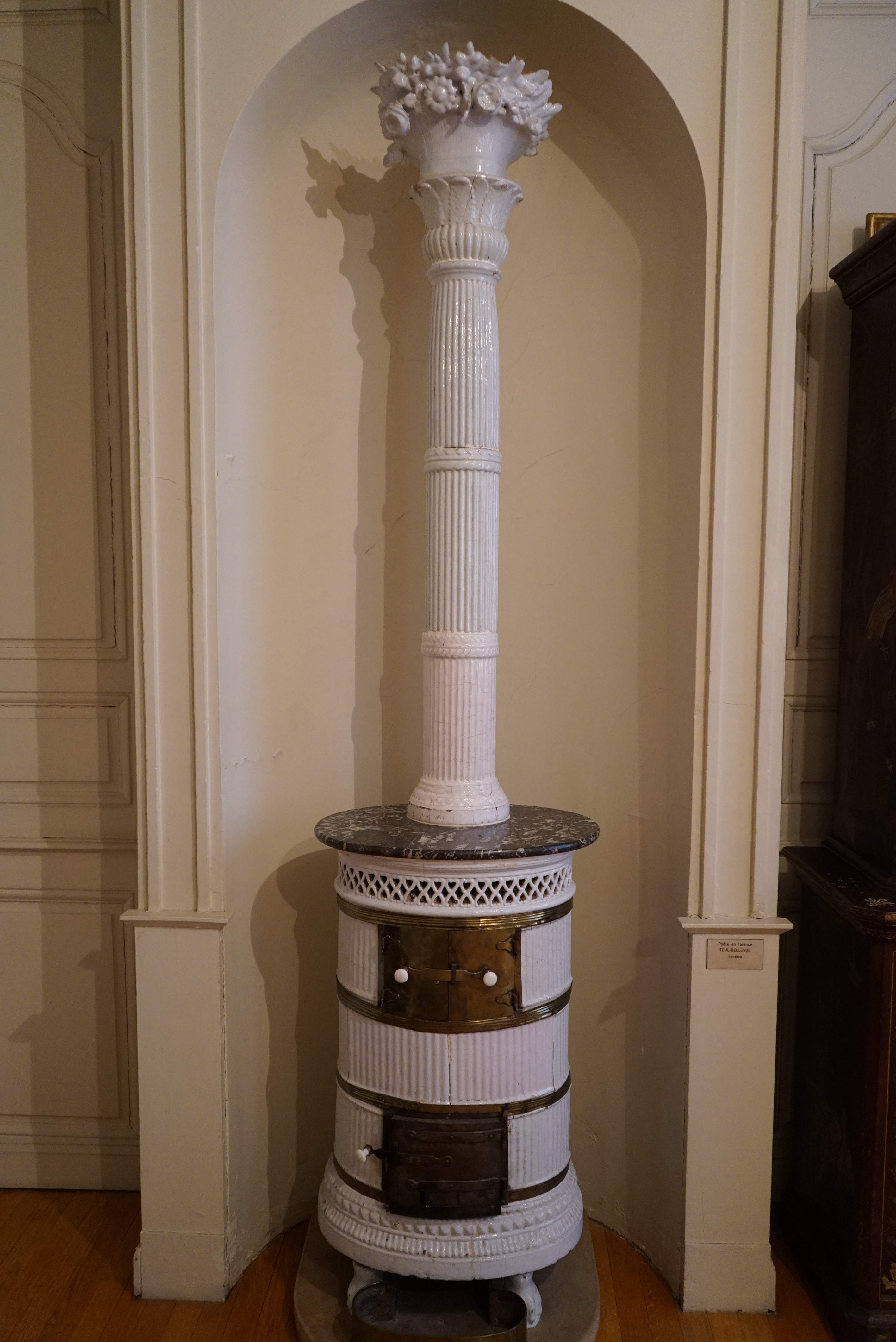
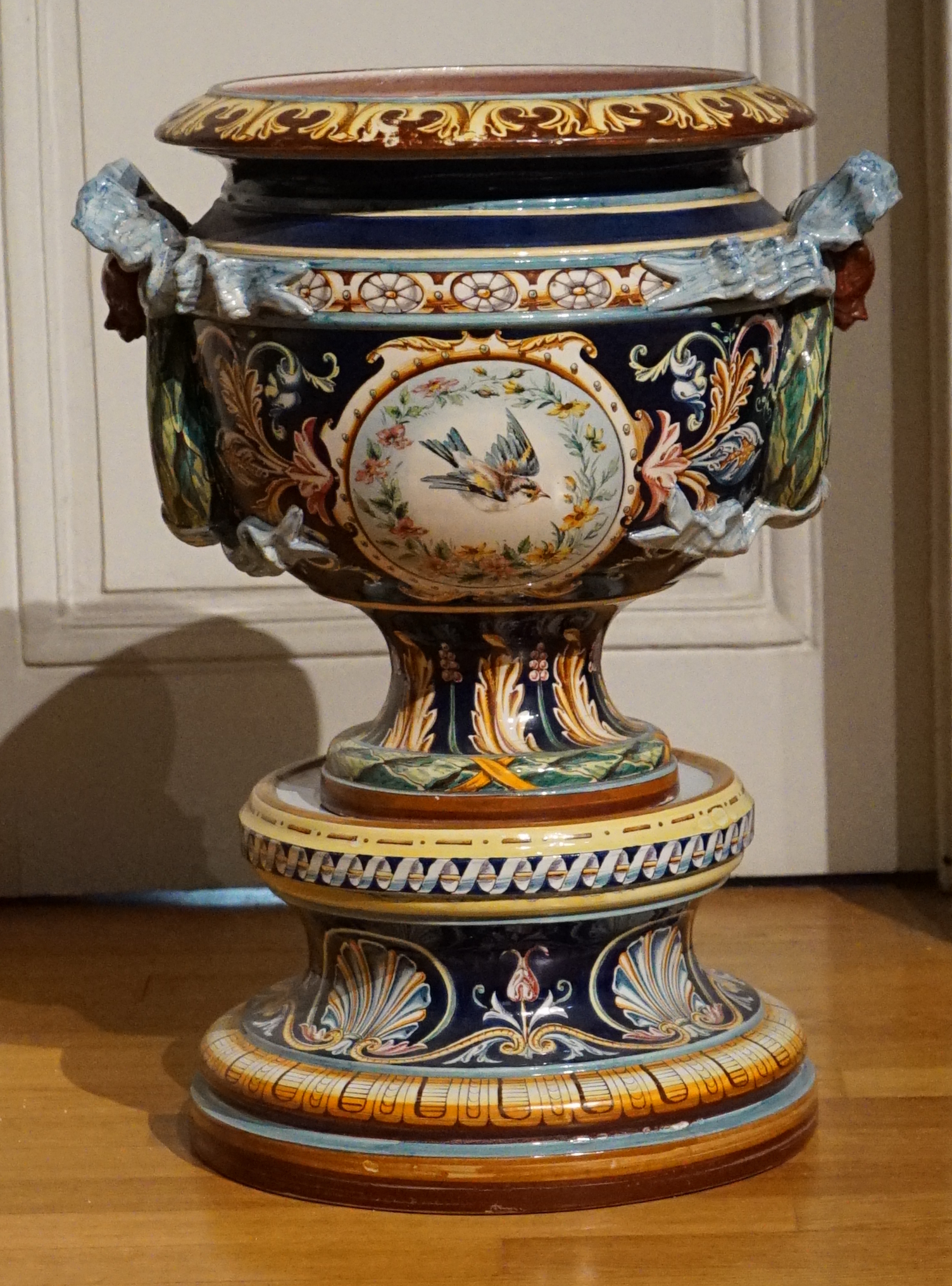
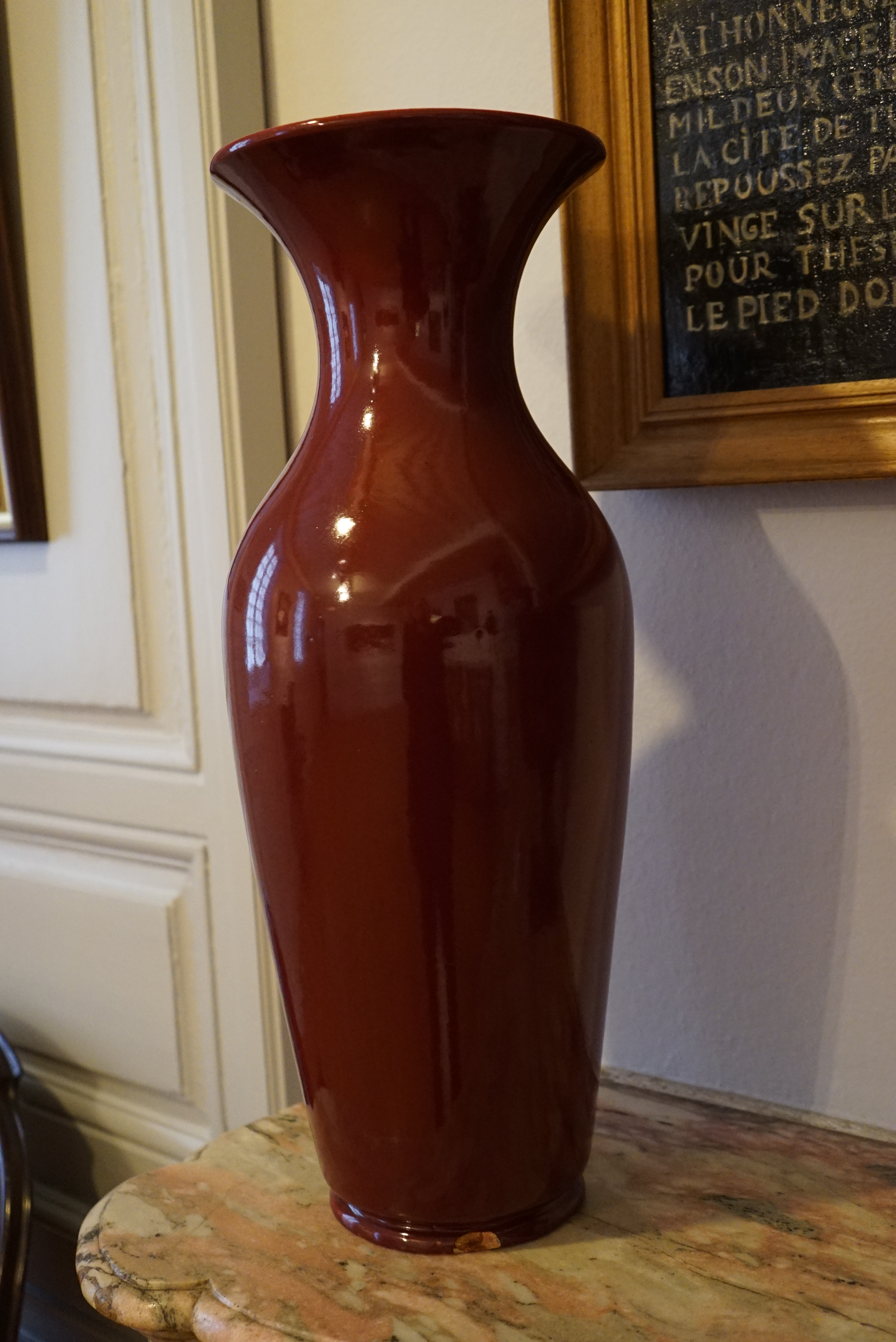
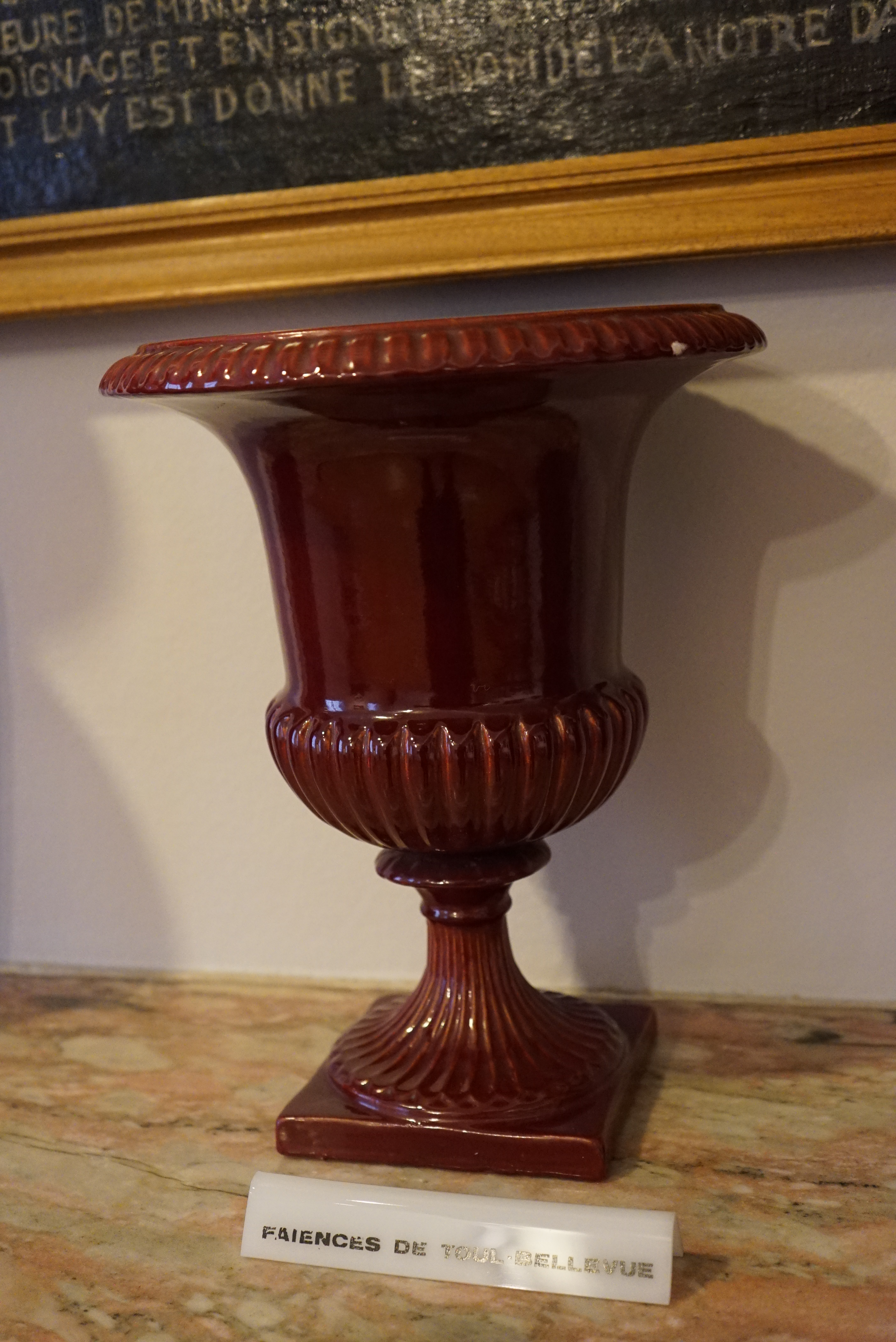
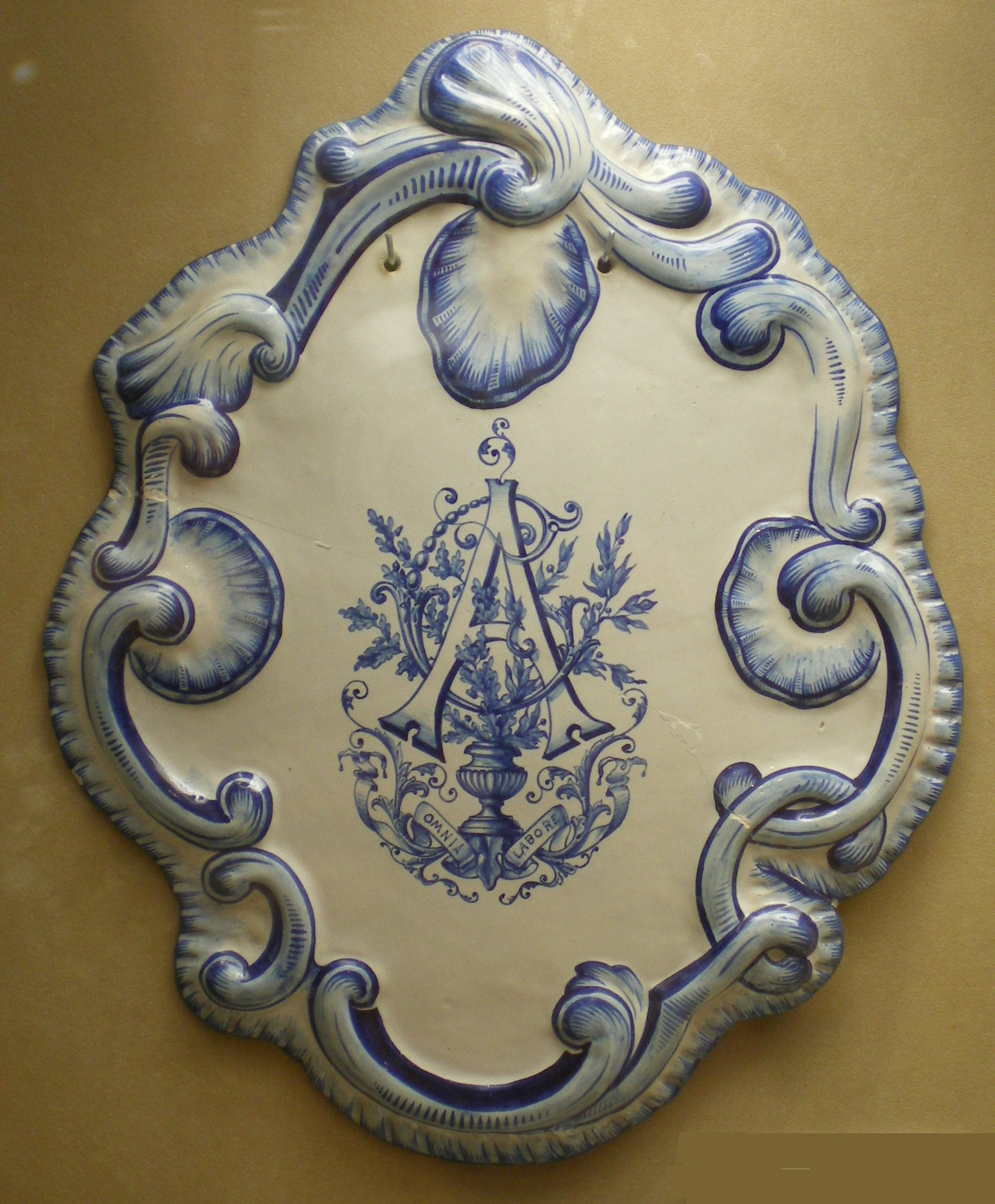

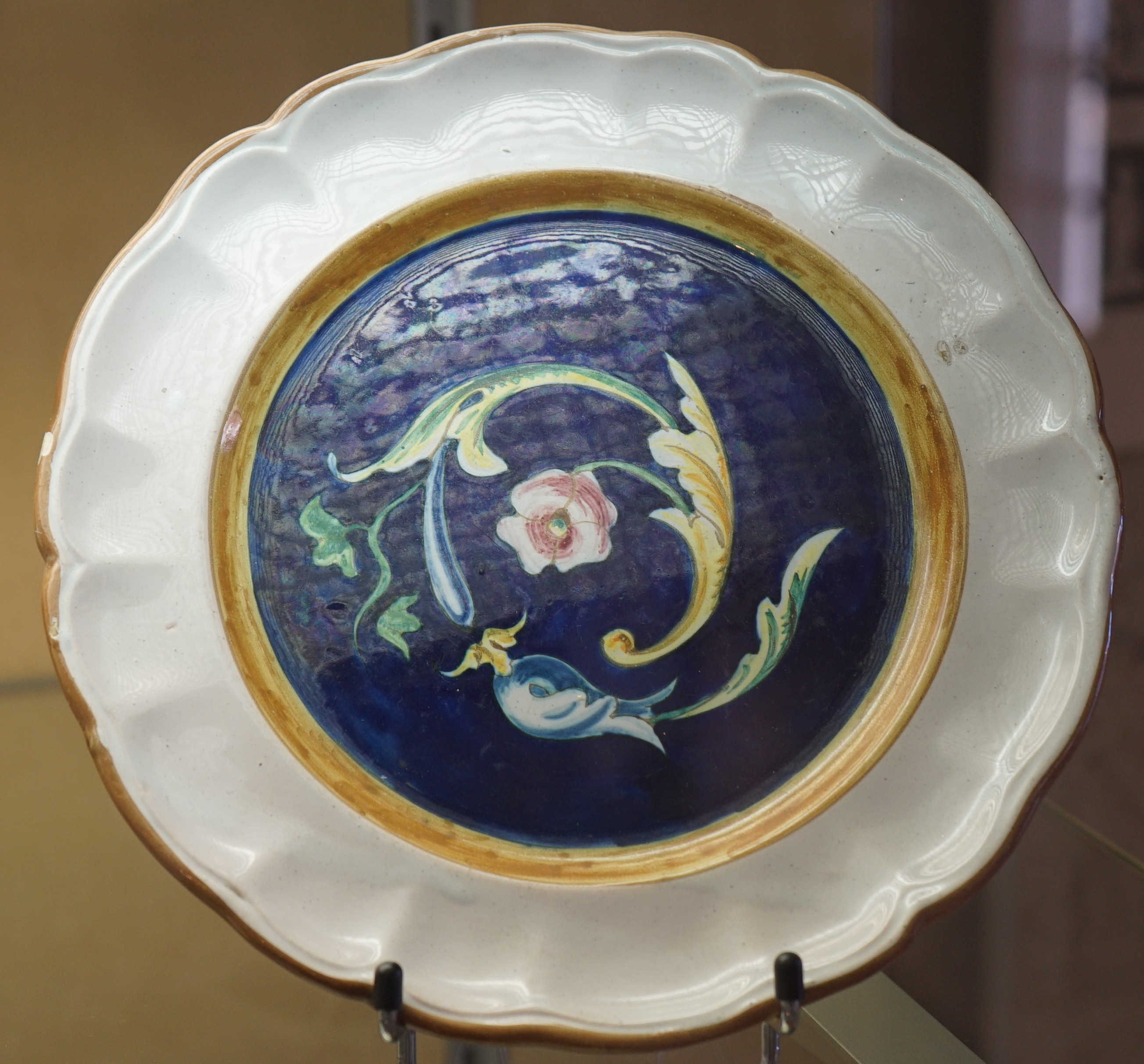
Assiettes
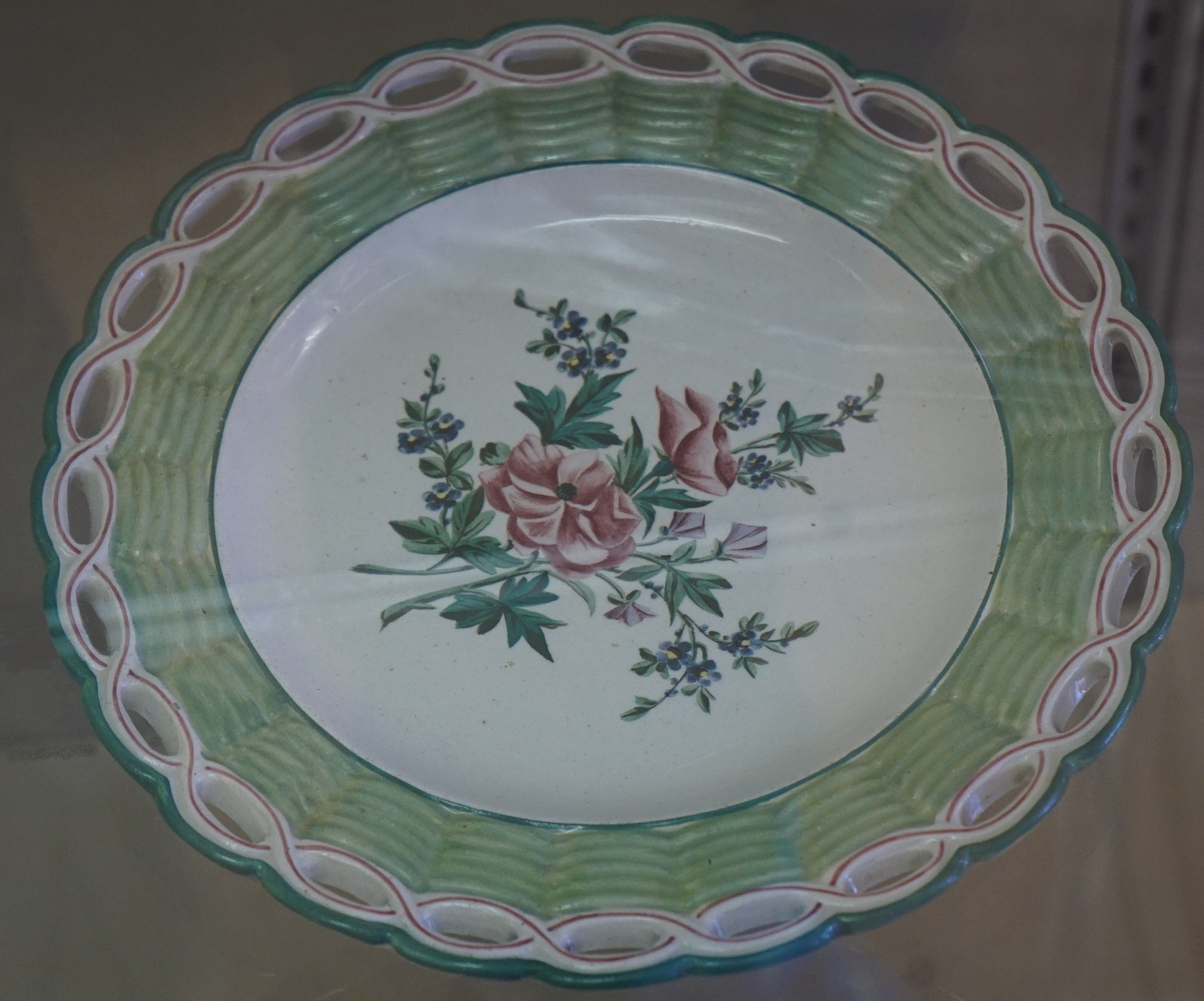
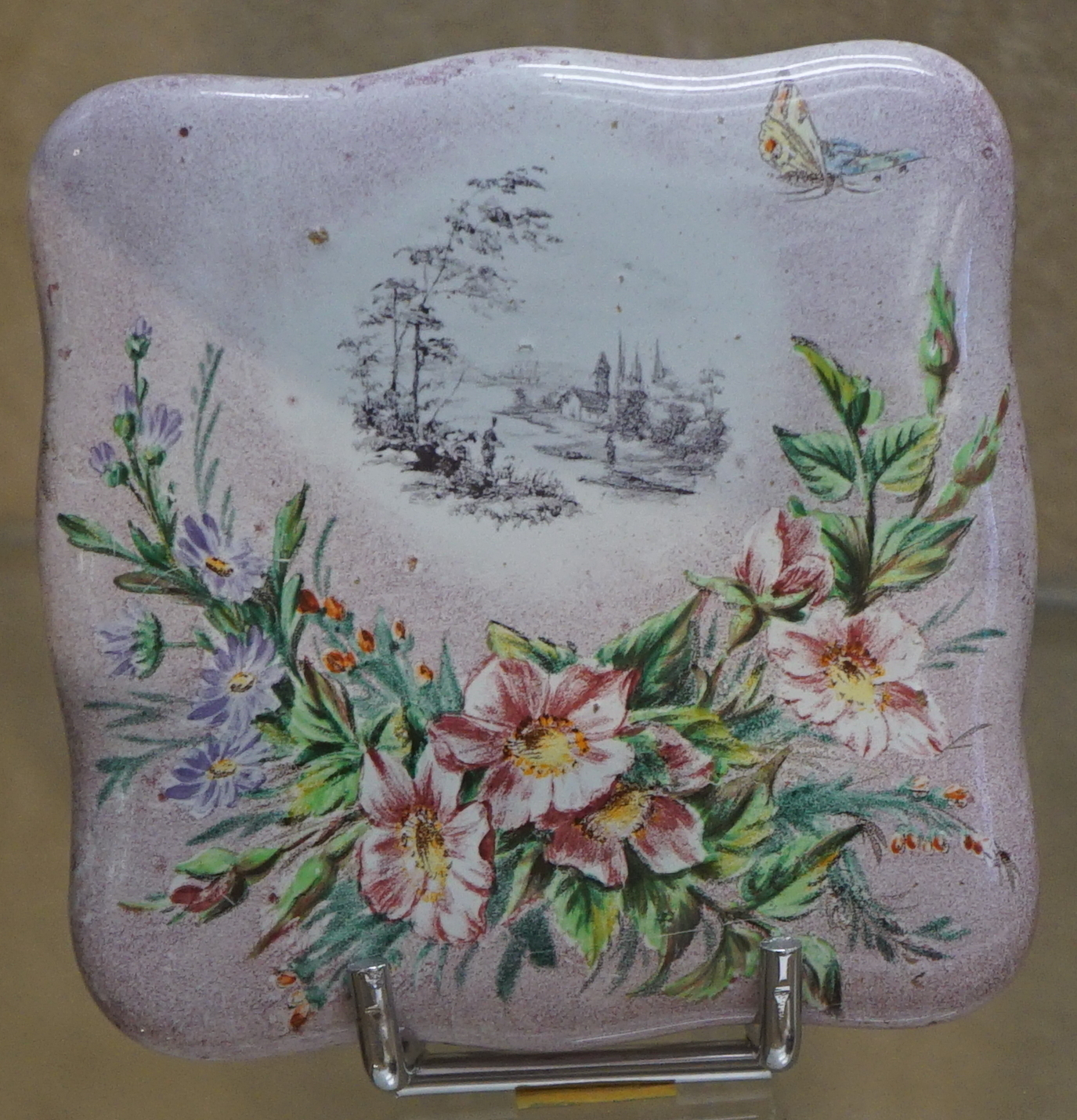
bonbonnière
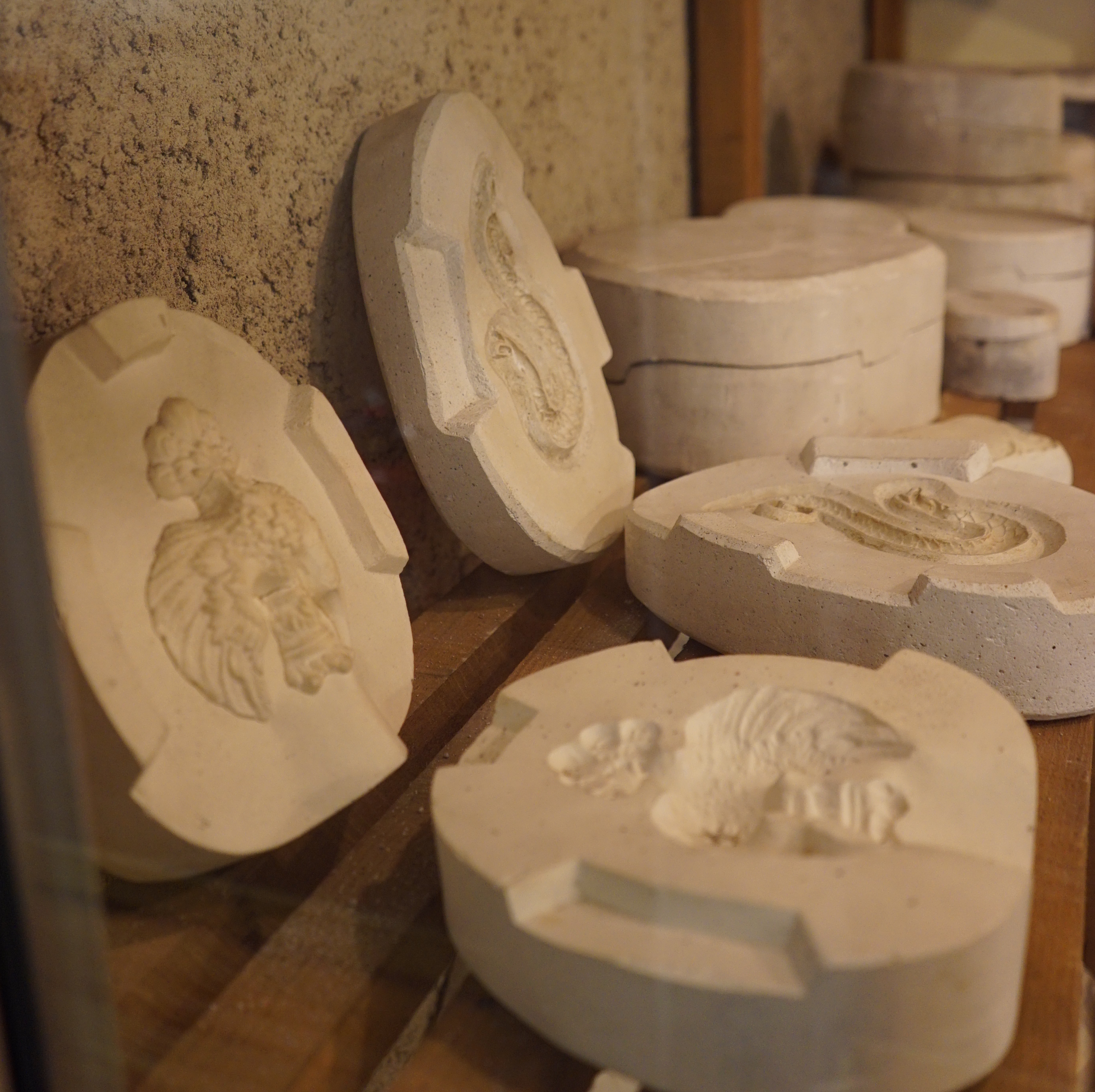
moules
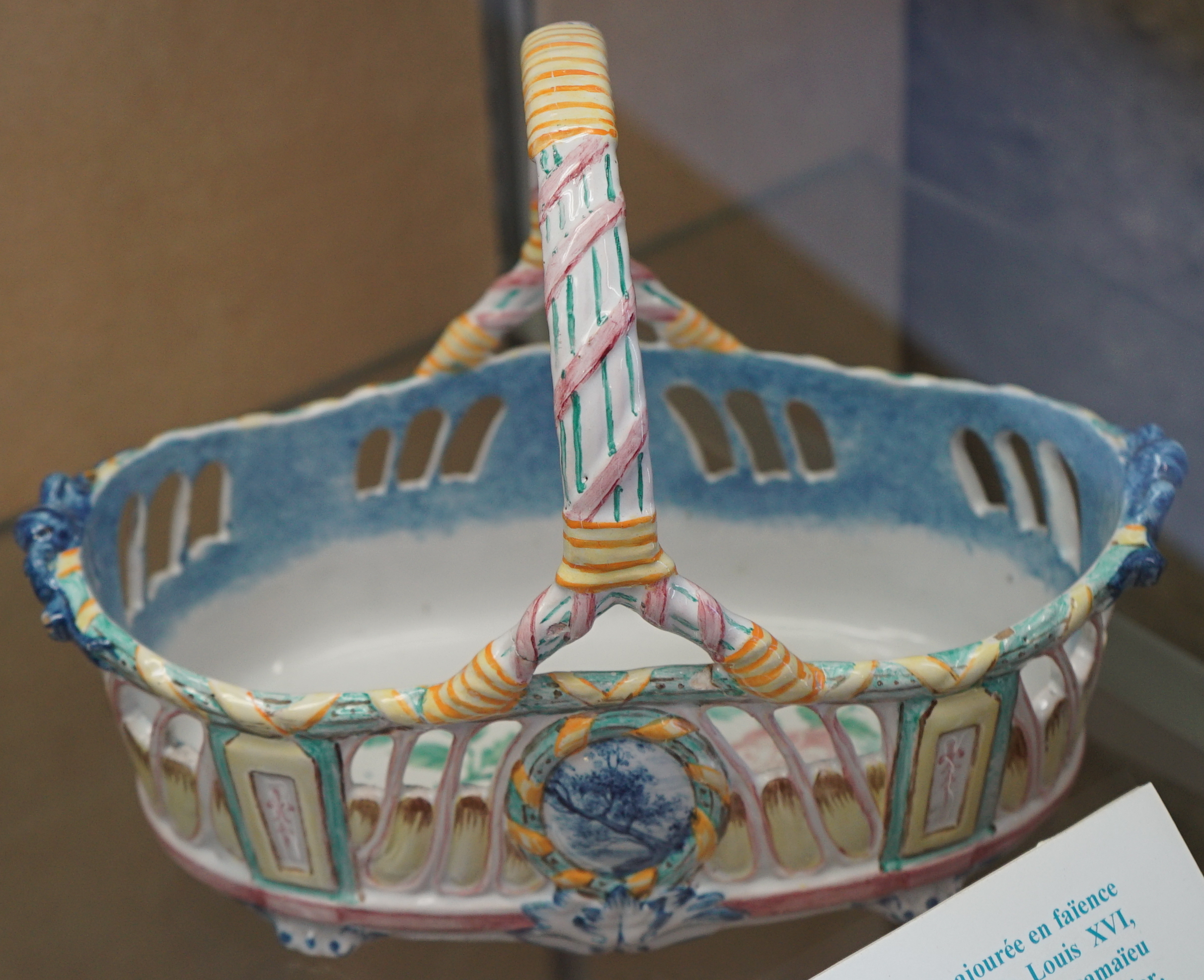
corbeille.

Chaque pièce est signée du B de Boyer, du A de Aubry, du T ou du blason de Toul, et est parfois datée ou signée par l'artiste-faïencier.

## Directeurs de la faïencerie de Toul-Bellevue
- Charles François, de 1747 à 1771.

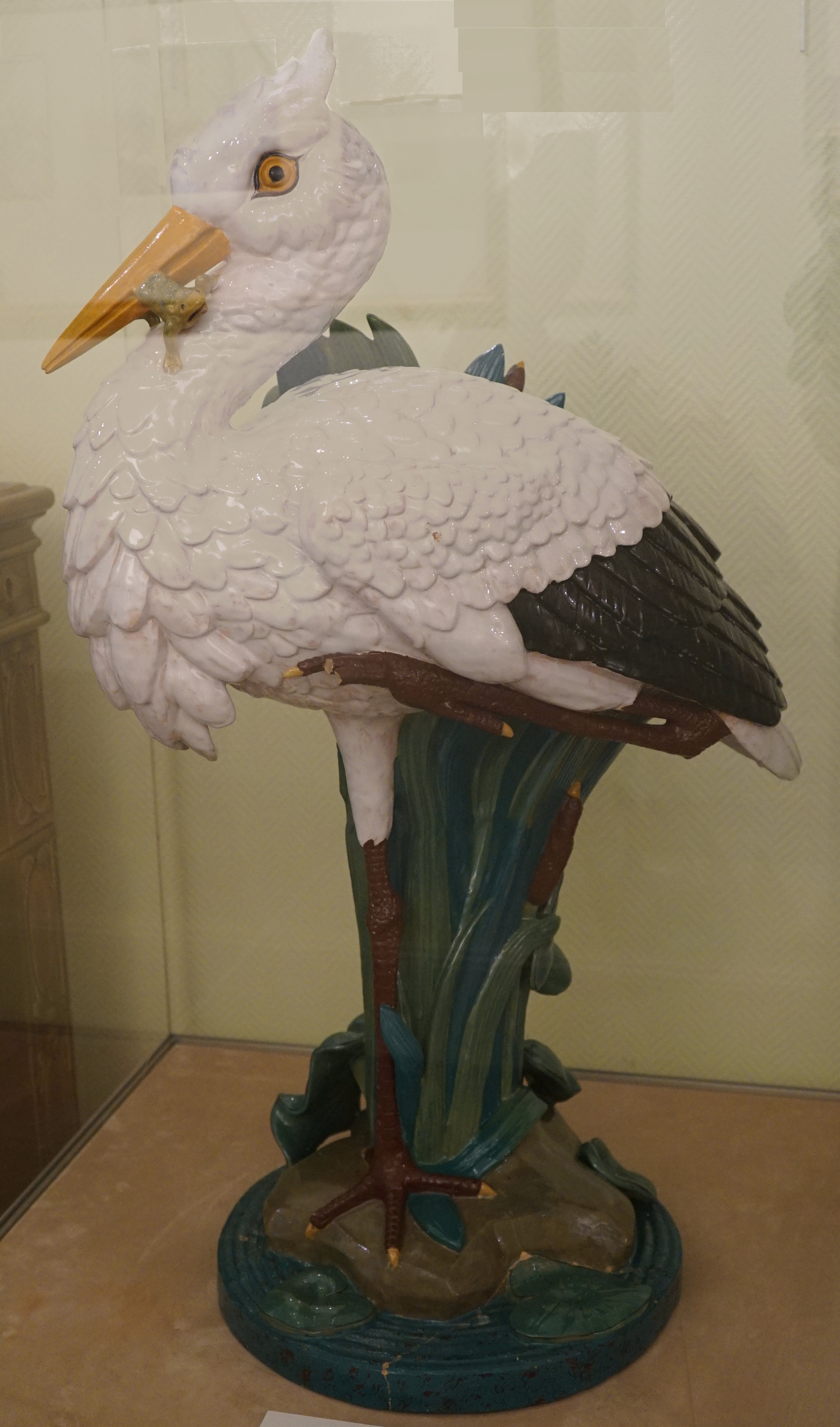
Cigogne, taille réelle.

- Charles Bayard, en association avec François Boyer de 1771 à 1777, puis seul jusqu'en 1803.
- Martin Bayard, de 1803 à 1806.
- Frédéric Botta, de 1806 à 1807.
- Georges Sigisbert Aubry, de 1807 à 1839.
- Sigisbert Aubry, de 1839 à 1858.
- Jules Aubry, de 1858 à 1898.
- Georges Aubry, de 1898 à 1923.
- Roger et Xavier Aubry, de 1923 à 1939[2].

### Usuel
- Ris Paquot O-E, Dictionnaire encyclopédique des Marques et Monogrammes, tomes 1 et 2, H. Laurens, Paris, 1893

### Inventaires
- Catalogue des objets d'art anciens - Succession Goudchaux-Picard, no 772, Nancy, 1820
- Alfassa P, Bloch A, Chompret (Dr) et Guerin J, Répertoire de la Faïencerie française, tomes V et VI, Paris, 1933.

### Journaux
- Vieille industrie touloise (Une) - Le domaine de la faïence, dans l'Avenir Toulois, 3 et 10 février 1945
- Masson P, La faïencerie de Bellevue, dans l'Est Républicain, 5 janvier 1969

### Revues
- Jacob A, Toul Bellevue, dans ABC décor, n° avril 1977, Paris, 1977, pp. 77-82
- Save G, La terre de Lorraine. Lunéville et Bellevue-Toul, Lorraine Artiste n°6, 1900

### Ouvrages
- Fenal E, La céramique en Lorraine, dans Nancy, la région Lorraine, Nancy, v.1922, p. 191
- Laffite L, Rapport général sur l'exposition internationale de l'est de la France - Nancy 1909, Nancy, 1912.
- Morey P, Les statuettes dites en terre de Lorraine, Mémoire de la Société d'Archéologie de Lorraine, 1871, p. 1-46
- Tainturier D, Recherches sur les anciennes manufactures de porcelaine et de faïence (Alsace-Lorraine), Strasbourg, 1978
- Pierre-Hippolyte Pénet et Marie Pintre, Charmants biscuits. Bergers, rois et déesses au temps de Stanislas, (cat. expo., Commercy, Musée de la Céramique et de l'Ivoire, 21 avril 2018 - 27 octobre 2019), 2018, en ligne : https://www.musee-lorrain.nancy.fr/fr/hors-les-murs/expositions/charmants-biscuits/catalogue-numerique/